# 1990 RD6
1990 RD6 är en asteroid i huvudbältet som upptäcktes den 8 september 1990 av den belgiske astronomen Henri Debehogne vid La Silla-observatoriet.
Asteroiden har en diameter på ungefär 7 kilometer och den tillhör asteroidgruppen Eunomia.